# Linea 6 (metropolitana di Shanghai)
La Linea 6 della metropolitana di Shanghai è una linea del sistema metropolitano di Shanghai. Si estende per più di 30 km ed è servita da 27 stazioni.

## Storia
La linea è stata aperta il 29 dicembre 2007, nonostante il nome è stata la quarta linea del sistema ad essere aperta al pubblico, attualmente sono previsti dei lavori a lungo termine (come data indicativa è stato dato il 2020) per un'importante estensione.
I treni sono composti da 4 carrozze e sono stati fabbricati dalla Shanghai Electric e dalla francese Alstom. La linea ha un'utenza che è andata nettamente oltre le previsioni, proprio a causa del grande congestionamento e del fatto che i suoi binari non possono essere percorsi dai treni di altro tipo la linea 6 nelle ore di punta è famosa in città per i ritardi e il sovraffollamento.

## Stazioni
| Linea 6 (六号线) |                                    |                           |
| #                | Stazione                           | Collegamenti              |
| 1                | Gangcheng Road                     |                           |
| 2                | North Waigaoqiao Free Trade Zone   |                           |
| 3                | Hangjin Road                       |                           |
| 4                | South Waigaoqiao Free Trade Zone   |                           |
| 5                | Zhouhai Road                       |                           |
| 6                | Wuzhou Avenue                      |                           |
| 7                | Dongjing Road                      |                           |
| 8                | Jufeng Road                        |                           |
| 9                | Wulian Road                        |                           |
| 10               | Boxing Road                        |                           |
| 11               | Jinqiao Road                       |                           |
| 12               | Yunshan Road                       |                           |
| 13               | Deping Road                        |                           |
| 14               | Beiyangjing Road                   |                           |
| 15               | Minsheng Road                      |                           |
| 16               | Yuanshen Stadium                   |                           |
| 17               | Century Avenue                     | Linea 2; Linea 4; Linea 9 |
| 18               | Pudian Road                        |                           |
| 19               | Lancun Road                        | Linea 4                   |
| 20               | Shanghai Children's Medical Center |                           |
| 21               | Linyi Xincun                       |                           |
| 22               | West Gaoke Road                    | Linea 7                   |
| 23               | Dongming Road                      |                           |
| 24               | Gaoqing Road                       |                           |
| 25               | West Huaxia Road                   |                           |
| 26               | Shangnan Road                      |                           |
| 27               | South Lingyan Road                 |                           |